# Keith Rodney Park
Sir Keith Rodney Park GCB, KBE, MC s ploščico, DFC, novozelandski vojaški pilot, letalski as in general, * 15. junij 1892, † 6. februar 1975.
Sprva navadni vojak v Novozelandski poljski artileriji se je med prvo svetovno vojno povzpel do častnika. Nato je prestopil v Britansko kopensko vojsko, leta 1917 pa še v Kraljevo vojno letalstvo. Ob koncu vojne je imel priznanih 5 uničenih letal in 14 (od tega en skupni) poškodovanih letal.
Med drugo svetovno vojno se je odlikoval kot taktični poveljnik dveh najpomembnejših bitk Kraljevega vojnega letalstva: za Britanijo in za Malto.